# Disa salteri
Disa salteri är en orkidéart som beskrevs av Gwendoline Joyce Lewis. Disa salteri ingår i släktet Disa och familjen orkidéer. Inga underarter finns listade i Catalogue of Life.